# Финхуангу
ГЕС Финхуангу (凤凰谷水电站) — гідроелектростанція на півдні Китаю у провінції Юньнань. Знаходячись між ГЕС Yúnpéng (вище по течії) та ГЕС Tianshengqiao I, входить до складу  каскаду на річці Наньпан, яка через Hongshui, Qian та Xun належить до річкової системи Сіцзян (завершується в затоці Південно-Китайського моря між Гуанчжоу та Гонконгом).
В межах проєкту річку перекрили бетонною гравітаційною греблею заввишки 61 метр та  завдовжки 245 метрів. Вона утримує водосховище з об’ємом 44,8 млн м3 (під час повені до 50,3 млн м3) та корисним об'ємом 15,7 млн м3, що забезпечується коливанням рівня поверхні в операційному режимі між позначками 815 та 821 метр НРМ (під час повені останній показник зростає до 823 метрів НРМ).
Пригреблевий машинний зал обладнали двома турбінами потужністю по 50 МВт, які забезпечують виробництво  406 млн кВт-год електроенергії на рік.